# الإحساس بالنهاية (رواية)
الإحساس بالنهاية هي رواية للكاتب البريطاني جوليان بارنز صدرت باللغة الإنكليزية عام 2011 وتم نشر ترجمتها باللغة العربية عن طريق المجلس الوطني للثقافة والفنون الآداب في الكويت، في شهر أكتوبر من عام 2011 حصلت الرواية على جائز Man Booker مان بوكر، وفي الشهر التالي تم ترشيحها في فئة الروايات في جائزة كوستا بوك Costa Book. وهي الرواية الـ 11 ضمن روايات جوليان بارنز.

## خلفية
بحسب جوليان بارنز، جاءت فكرة الرواية عبر مجموعة من الرسائل البريدية، التي تبادلها مع أخيه الفيلسوف جوناثان بارنز. درات الرسائل حول ذكريات تبادلاها عن طفولتهما، مما عدى بأخيه أن يقوله له أن الذاكرة ليست المرشد الوحيد للماضي. ومن خلال تفكيره في وجهة نظر أخيه قرر تحوليها إلى رواية تناقش الزمن والذاكرة.

## قصة الرواية
تدور أحداث الرواية حول عجوز ستيني يدعى «توني وبستير» مُطلق، يتلقى بعد 40 عاما تَركة من والدة حبيبته السابقة مقدراها 500 جنيه استرليني، بالإضافة لمكاتيب تفتح أبواباً كثير لإعادة استذكار الماضي، وكأن الكاتب يريد أن يخبرنا أن ما تتذكره من الماضي ليس هو ما حدث فعلاً، وأن ما نعرفه من التاريخ هو ما كتبه المنتصرون، وقد كتب جوليان بارنز الرواية بلسان البطل «توني» دون أن يشاركه أحد في السرد.

## شخصية البطل
«توني» هو شخص يبتعد عن المشاكل وعن العلاقات غير واضحة النهايات، فهو انسحب بهدوء من حياة حبيبته فيرونيكا لتنشأ بعدها علاقة بين فرونيكا وصديقه أدريان، أدت بشكل ما إلى انتحار أدريان بظروف غامضة، تعرف بعدها توني على زوجته وأنجب منها بنته الوحيدة، وطلق زوجته بهدوء دون أن ينقطع التواصل بينهم.

## الجوائز التي حصلت عليها الرواية
- جائزة Man Booker
- جائزة Costa Book

## روابط خارجية
- الإحساس بالنهاية على موقع الموسوعة البريطانية (الإنجليزية)